# Malthopsis kobayashii
Malthopsis kobayashii is een straalvinnige vissensoort uit de familie van de vleermuisvissen (Ogcocephalidae). De wetenschappelijke naam van de soort is voor het eerst geldig gepubliceerd in 1916 door Tanaka.